# 第二の皮膚 (映画)
『第二の皮膚』（西: Segunda Piel, 英: Second Skin）は、1999年に製作されたスペインの映画。
日本では2001年7月20日に第10回東京国際レズビアン&ゲイ映画祭で上映された。

## キャスト
- ディエゴ：ハビエル・バルデム
- アルベルト：ジョルディ・モリャ
- エレナ：アリアドナ・ヒル
- エヴァ：セシリア・ロス
- マリア：メルセデス・サンピエトロ